# Дзеркальний чавун

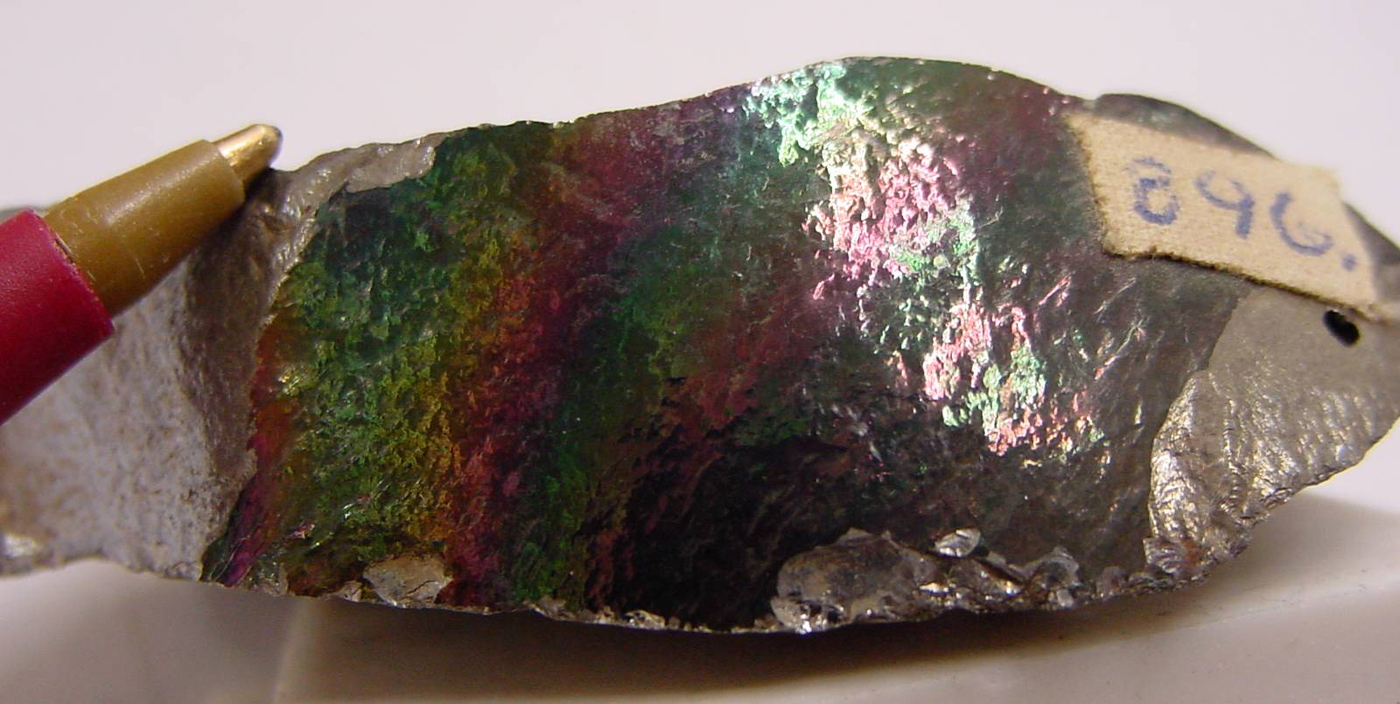
Злам дзеркального чавуну з райдужною мінливісттю.

Дзеркальний чавун — чавун, що відзначається, порівняно з іншими чавунами, підвищеним вмістом марганцю (10 — 25 %), вид феросплаву. Має дзеркальну поверхню зламу. Звідси й назва. На поверхні може спостерігатися райдужна мінливість від плівок оксидів марганцю.
Застосовується як легуюча добавка при одержанні марганцевистої сталі й немагнітних чавунів та для розкислювання сталі.
Вперше дзеркальний чавун було отримано, ймовірно, в Німеччині.
Феросплав, що містить набагато більше марганцю, ніж дзеркальний чавун, називається феромарганцем.